# Дирфельд
Дирфельд (нем. Dierfeld) — община в Германии, в земле Рейнланд-Пфальц.
Входит в состав района Бернкастель-Витлих. Подчиняется управлению Мандершайд. Население составляет 8 человек (на 31 декабря 2010 года). Занимает площадь 1,54 км².

## Население
| Год  | Численность |
| ---- | ----------- |
| 2010 | 8           |

| Год  | Численность | Численность |
| ---- | ----------- | ----------- |
| 1975 | 4           | [ 4 ]       |
| 2017 | 10          | [ 1 ]       |
| 2019 | 12          | [ 5 ]       |
| 2021 | 9           | [ 6 ]       |
| 2022 | 9           | [ 7 ]       |
| 2023 | 16          | [ 2 ]       |